# Mercedes (Corrientes)
Pour les articles homonymes, voir Mercedes.
Mercedes est une ville de la province de Corrientes, en Argentine, et le chef-lieu du département homonyme. Elle est située au centre de la province, à 202 km (275 km par la route) au sud-est de Corrientes. Sa population s'élevait à 33 551 habitants en 2010.

## Histoire
La création officielle de la ville date de 1832, par une ordonnance du gouverneur Pedro Ferré. Tout d'abord, elle s'appela Nuestra Señora de las Mercedes, du nom de son église.